# Andreas Schönbächler
Andreas Schönbächler –conocido como Sonny Schönbächler– (Zug, 24 de abril de 1966) es un deportista suizo que compitió en esquí acrobático, especialista en la prueba de salto aéreo.
Participó en los Juegos Olímpicos de Lillehammer 1994, obteniendo una medalla de oro en el salto aéreo.

## Medallero internacional
| Juegos Olímpicos | Juegos Olímpicos      | Juegos Olímpicos | Juegos Olímpicos |
| Año              | Lugar                 | Medalla          | Competición      |
| ---------------- | --------------------- | ---------------- | ---------------- |
| 1994             | Lillehammer (Noruega) | Medalla de oro   | Salto aéreo      |